# بافول ستراكا
بافول ستراكا (13 ديسمبر 1980 بترنتشين في سلوفاكيا - ) هو لاعب كرة قدم سلوفاكي في مركز الهجوم. لعب مع أنطاليا سبور ونادي ترنتشين ونادي جيلينا ونادي سبارتاك ميافا ونادي يابلونتس وFK Spartak Dubnica nad Váhom ‏ وفيكتوريا زيزكوف.

## روابط خارجية
- بافول ستراكا على موقع اتحاد تركيا (لاعب) (الإنجليزية)
- بافول ستراكا على موقع قاعدة بيانات كرة القدم.إي يو (الإنجليزية)